# ستيفني ماكميلان
ستيفني ماكميلان (بالإنجليزية: Stephenie McMillan)‏ هي مصممة الإنتاج وممثلة بريطانية، ولدت في 20 يوليو 1942 في المملكة المتحدة، وتوفيت بنفس المكان في 19 أغسطس 2013 بسبب سرطان المبيض. من الجوائز التي نالتها جائزة الأوسكار لأفضل تصميم إنتاج عن عمل المريض الإنجليزي.

## أعمال

### أفلام
- (1988) سمكة تدعى وندا
- (2004) فانيتى فير[5][6]

## جوائز وترشيحات
جوائز
- جائزة الأوسكار لأفضل تصميم إنتاج، عن عمل: المريض الإنجليزي

ترشيحات
- جائزة الأوسكار لأفضل تصميم إنتاج، عن عمل: هاري بوتر وحجر الفلاسفة
- جائزة الأوسكار لأفضل تصميم إنتاج، عن عمل: هاري بوتر وكأس النار
- جائزة الأوسكار لأفضل تصميم إنتاج، عن عمل: هاري بوتر ومقدسات الموت – الجزء 1
- جائزة الأوسكار لأفضل تصميم إنتاج، عن عمل: هاري بوتر ومقدسات الموت – الجزء 2

## وصلات خارجية
- ستيفني ماكميلان على موقع IMDb (الإنجليزية)
- ستيفني ماكميلان على موقع ألو سيني (الفرنسية)
- ستيفني ماكميلان على موقع أول موفي (الإنجليزية)
- ستيفني ماكميلان على موقع أول موفي (الإنجليزية)
- ستيفني ماكميلان على موقع قاعدة بيانات الأفلام السويدية (السويدية)
- ستيفني ماكميلان على موقع قاعدة بيانات الفيلم (الإنجليزية)
- ستيفني ماكميلان على موقع كينوبويسك (الروسية)